# در خانه
در خانه (به فرانسوی: Dans la maison) فیلمی فرانسوی به کارگردانی فرانسوا اوزون محصول سال ۲۰۱۲ است. این فیلم اقتباسی از نمایشنامه‌ای به نام پسری در ردیف آخر از نویسندهٔ اسپانیایی، خوان مایورگا (Juan Mayorga) است.

## داستان فیلم
یک پسر شانزده ساله خود را به داخل خانهٔ یکی از دانش آموزان کلاس ادبیات خود می‌رساند؛ و در مورد اتفاقات درون خانه دوست‌اش مقالاتی برای معلم ادبیات خود می‌نویسد. معلم در مواجهه با این دانش آموز با استعداد و غیر معمول، شور و شوق خود را برای کار (نویسندگی) دوباره کشف می‌کند، اما نفوذ این پسر به خانه با یک سری از وقایع غیرقابل کنترل مواجهه می‌شود و...

## جوایز و افتخارات
این فیلم جایزه بهترین فیلم جشنواره فیلم سن‌سباستین ۲۰۱۲ و همچنین جایزه ویژه هیئت داوران را برای بهترین فیلم‌نامه بدست آورد.
- جوایز گویا ۲۰۱۳ - جوایز گویا
  - نامزد جایزه گویا برای بهترین فیلم اروپایی (فرانسه)
- ۲۶مین جوایز فیلم اروپا - جوایز فیلم اروپا
  - جوایز فیلم اروپا برای بهترین فیلمنامه به فرانسوا اوزون
  - نامزد جوایز فیلم اروپا بهترین کارگردان به فرانسوا اوزون
  - نامزد جوایز فیلم اروپا برای بهترین بازیگر نقش اول مرد به فابریس لوچینی

## نظر منتقدان
- امتیاز ۸۹٪ از بین ۸۰ نقد و بررسی منتقدان در سایت راتن تومیتوس[۱]
- امتیاز ۷٫۴ از ۱۰ از میان ۱۲۱۴۵ کاربر در سایت آی ام دی بی[۳]

همچنین نقدو بررسی این فیلم را در اینجا بایگانی‌شده  در ۱ فوریه ۲۰۱۴ توسط Wayback Machine ببینید.